# Кальяндриш
Кальяндриш (порт. Calhandriz)  —  населённый пункт и район в Португалии,  входит в округ Лиссабон. Является составной частью муниципалитета  Вила-Франка-де-Шира. Находится в составе крупной городской агломерации Большой Лиссабон. По старому административному делению входил в провинцию Рибатежу. Входит в экономико-статистический  субрегион Большой Лиссабон, который входит в Лиссабонский регион. Население составляет 847 человек на 2001 год. Занимает площадь 7,12 км².
Покровителем района считается Апостол Марк (порт. São Marcos).